# Maquinista Gallini
Maquinista Gallini é uma comuna da província de Córdoba, na Argentina.